# Kent Callister
Kent Callister (* 9. November 1995 in San Diego) ist ein ehemaliger australischer Snowboarder. Er startete in den Freestyledisziplinen.

## Werdegang
Callister nahm von 2010 bis 2019 an Wettbewerben der Ticket to Ride World Snowboard Tour teil. Dabei holte er im Januar 2011 mit dem dritten Platz auf der Halfpipe bei der Burton Am Series am Mount Hood seine erste Podestplatzierung. Einen Monat später siegte er bei der Enter the Dragon Series am Mount Bachelor auf der Halfpipe. In der Saison 2011/12 gewann er beim The Burton Pro-Test am Mount Hood im Rail Jam und auf der Halfpipe. Bei der U.S. Revolution Tour in Otsego wurde er im Slopestyle und auf der Halfpipe Erster. Den zweiten Platz erreichte er auf der Halfpipe bei der U.S. Revolution Tour am Mount Snow. Die Saison beendete er auf dem 21. Platz in der Tourgesamtwertung. Sein erstes FIS-Weltcuprennen fuhr er im August 2012 in Cardrona, welches er auf dem 13. Platz beendete. Bei den Snowboard-Weltmeisterschaften 2013 in Stoneham kam er auf der Halfpipe auf den 15. Platz. Bei seiner ersten Olympiateilnahme 2014 in Sotschi belegte er den neunten Rang. Im Januar 2015 errang er bei den Snowboard-Weltmeisterschaften 2015 am Kreischberg den sechsten Platz. Beim letzten Weltcuprennen der Saison 2014/15 holte er mit dem dritten Platz in Park City auf der Halfpipe seine erste Weltcuppodestplatzierung. Die Saison beendete er auf dem vierten Platz im Halfpipe-Weltcup. Im Februar 2016 wurde er bei den X-Games Oslo 2016 Achter im Halfpipe-Wettbewerb. In den folgenden Jahren belegte er bei den Snowboard-Weltmeisterschaften 2017 in Sierra Nevada den 11. Platz, bei den Olympischen Winterspielen 2018 in Pyeongchang den zehnten Rang und bei den Snowboard-Weltmeisterschaften 2019 in Park City den fünften Platz.